# Уокер, Алан
А́лан О́лав Уо́кер (англ. Alan Olav Walker; род. 24 августа 1997, Нортгемптон, Англия, Великобритания) — англо-норвежский музыкальный продюсер и диджей. Стал известен в 2015 году после выпуска сингла «Faded», который получил платиновый статус в нескольких странах и собрал более 3 миллиардов просмотров на YouTube. В 2018 году выпустил свой дебютный студийный альбом Different World. По состоянию на 2024 год занимает 13 место в списке лучших диджеев мира по версии журнала DJ Magazine.

## Биография
Родился 24 августа 1997 года в Нортгемптоне, Великобритания. Когда ему исполнилось 2 года, переехал в Берген (Норвегия) со своей сестрой Камиллой, братом Андреасом, матерью-норвежкой Хильди Омдаль Уокер и отцом-англичанином Филиппом Аланом Уокером. Росший в цифровую эру, Алан рано заинтересовался компьютерами, которые впоследствии повлекли увлечение программированием и графическим дизайном.
В 14 лет Алан начал создавать музыку на своём компьютере с помощью программы FL Studio, изначально под псевдонимом DJ Walkzz. Одной из его первых работ был трек «Celebrate», созданный 7 октября 2012 года. В 2014 году его трек «Fade» привлёк к себе внимание после релиза 17 августа и был повторно выпущен 19 ноября британским звукозаписывающим лейблом NoCopyrightSounds. В 2015 году данный лейбл также выпустил его треки «Spectre» и «Force».
В 2013 году Уокер создал свой логотип, состоящий из переплетённых букв «A» и «W» по инициалам его имени. Отличительной чертой публичного имиджа Уокера является ношение чёрного капюшона и маски-шарфа, подчёркивая акцент на анонимность. «Множество людей спрашивают меня, почему я ношу маску. Маска — это скорее знак и символ единства и схожести друг с другом, а не моё отличие», — сказал Уокер за кадром съёмок видеоклипа «Alone».

## Карьера

### 2015—2016: трилогия «Faded, Sing Me To Sleep, Alone»

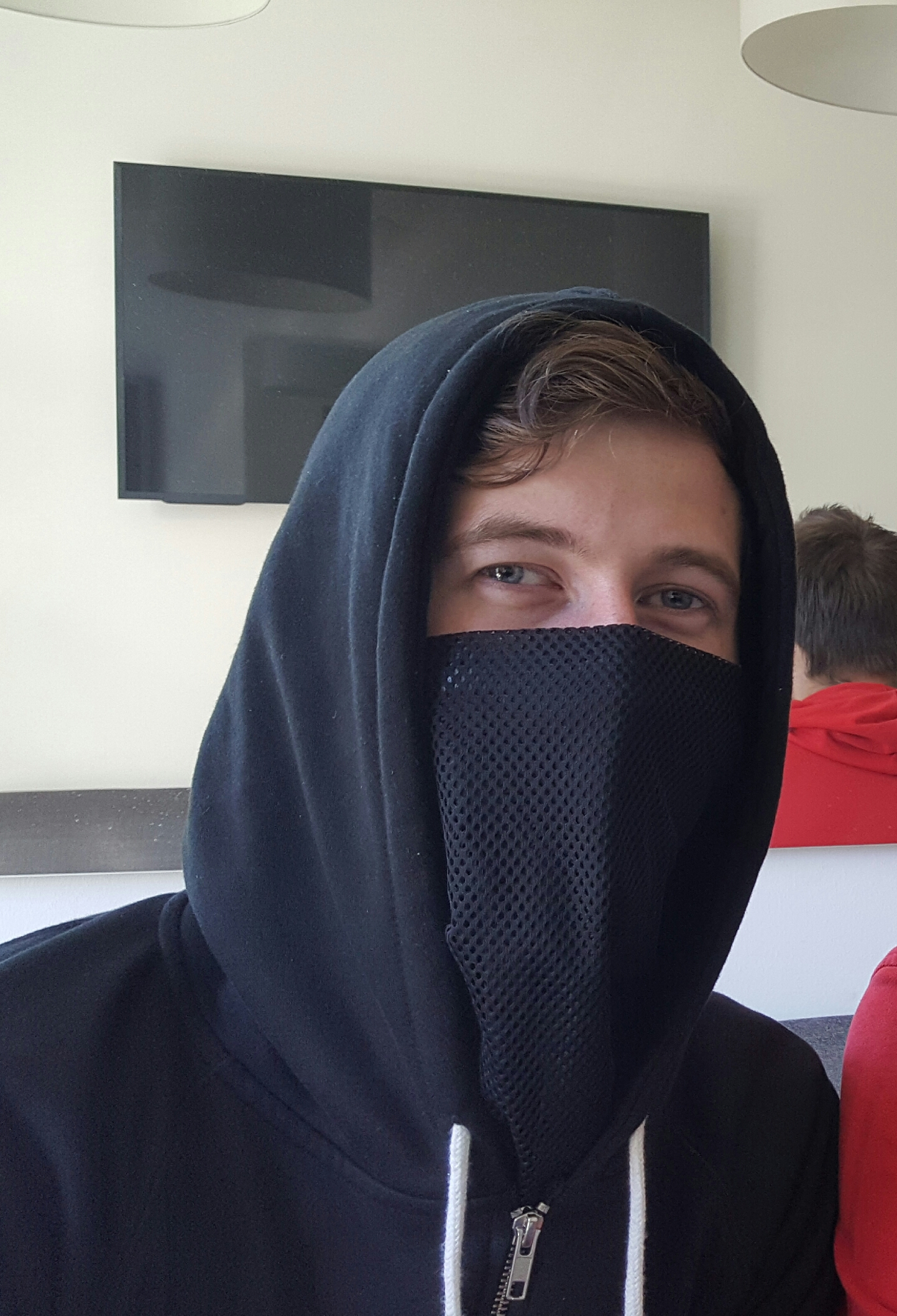
Алан Уолкер во время интервью в Германии в 2016 году.

В 2015 году Уокер подписал контракт с Sony Music Sweden. Его первым синглом стал трек «Faded», являющийся изменённой версией «Fade» с участием вокалистки Изелин Солхейм, выпущенный 3 декабря 2015 года. Видеоклип песни был снят в Эстонии, в окрестностях Таллина. После выхода песня возглавила норвежский хит-парад VG-lista, попадала в хит-парады Швеции, Германии, Франции, Италии и других стран. Этот сингл приобрёл огромную популярность, преодолев отметку в 3 миллиарда просмотров на YouTube. Клип также входит в топ-10 «наиболее понравившихся видео» видеохостинга. В одном из интервью Алан рассказывал, что на создание музыки его вдохновляли такие исполнители, как Ahrix, K-391, а также саундтреки к различным фильмам. После глобального успеха «Faded» Алан покинул старшую школу и в настоящее время выступает на концертах, продолжая создавать новую музыку. Его дебютное выступление состоялось на Всемирных экстремальных играх в Осло.
2 июня 2016 года вышла новая песня — «Sing Me to Sleep». В вокальном сопровождении трека также участвовала Изелин Солхейм. Видеоклип снят в Гонконге. Песня попала в хит-парады многих стран и получила множество музыкальных сертификаций, включая «платину» в Швеции.

1 декабря 2016 года он выпустил новую песню — «Alone», на данный момент собравшую более миллиарда просмотров и более 8 миллионов лайков на YouTube. Видеоклип был снят в Норвегии, в городе, в котором прошло детство Алана — Бергене. Вокальным сопровождением в песне занималась Нуни Бао. Гуннар Грив, менеджер и соавтор, рассказывал об этом треке:
«Alone» — песня о единстве. Это третий сингл Алана и финальная часть трилогии, состоящей из «Faded», «Sing Me To Sleep» и «Alone». Видео показывает историю, как Алан начинал создавать музыку в своей комнате…и как после он начал общаться со своими фанатами по всему миру. В итоге мы показали, как все они объединяются со всего мира, чтобы встретиться с Аланом в его родном городе.
Позже, 23 декабря 2016 года, Алан выпустил ещё один трек — «Routine», который является совместной работой с испанским продюсером Дэвидом Уислом (англ. David Whistle). Ранее у них были и другие совместные работы (Уисл тогда выступал под псевдонимом DJ Ness).

Алан Уокер на фестивале Stavernfestivalen в Ставерне, 2016 год
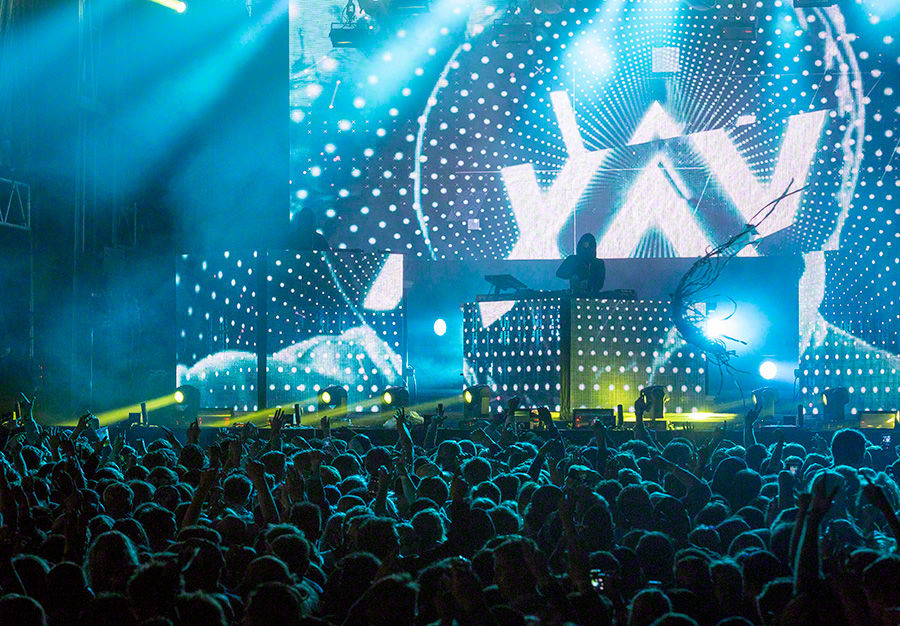
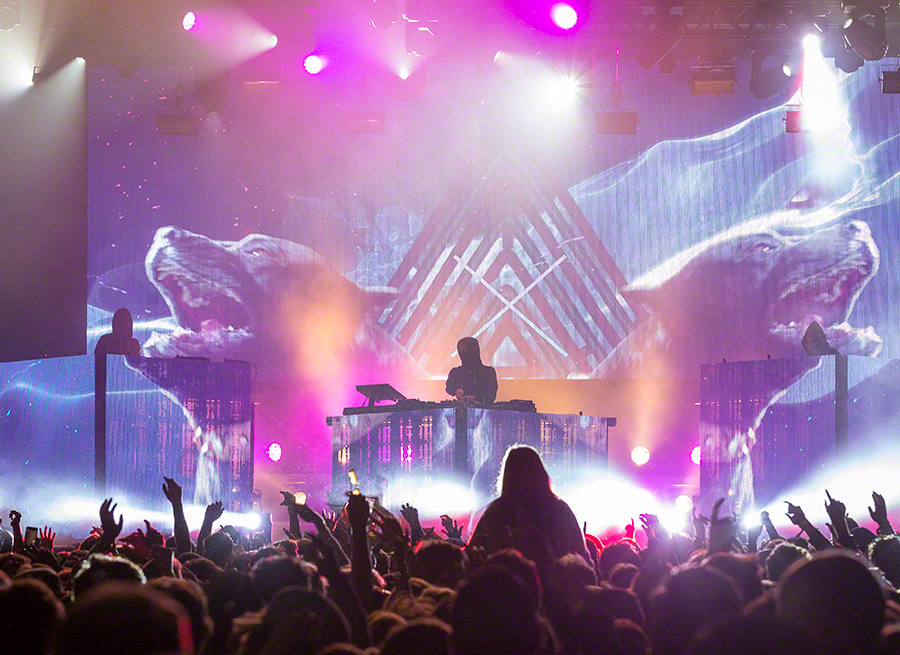
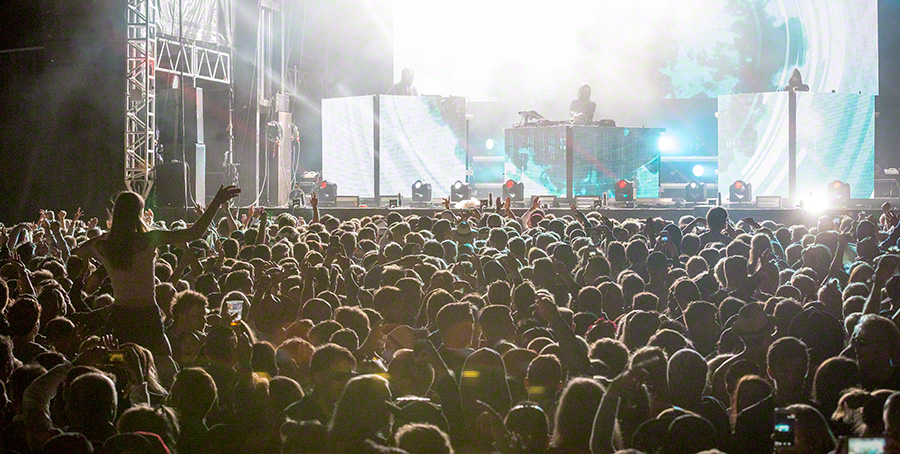

### 2017 — настоящее время: новые песни, альбомы Different World и World Of Walker
15 февраля на YouTube-канале американской певицы и актрисы Софии Карсон был опубликован видеоклип на песню «Back to Beautiful», которая создана совместно с Уокером. 7 апреля Алан выпустил инструментальную версию трека «Ignite», записанную совместно с норвежским музыкальным продюсером K-391. 19 мая был выпущен новый сингл Алана — «Tired», записанный совместно с ирландским певцом Гэвином Джеймсом. 27 мая вышел первый эпизод документального сериала Алана под названием «Unmasked», рассказывающего о жизни Уокера и его становлении как музыкального продюсера и диджея. 9 июня Алан выпустил новый трек — «Sky», созданный совместно с датским музыкальным продюсером Алексом Скриндо (англ. Alex Skrindo). В июле 2017 года Алан принял участие в фестивале Tomorrowland в качестве хедлайнера на главной сцене. 15 сентября 2017 года Алан представил новый сингл под названием «The Spectre», который является изменённой версией его трека 2015 года «Spectre». 26 октября был выпущен новый сингл «All Falls Down» при участии певицы Ноа Сайрус и продюсера Digital Farm Animals.
19 ноября 2017 года канал Алана Уокера на YouTube преодолел отметку в 10 миллионов подписчиков, тем самым став самым подписываемым каналом в Норвегии. На данный момент канал имеет более 43 миллионов подписчиков.
11 мая 2018 года была выпущена совместная песня Алана Уокера и K-391 под названием «Ignite», инструментальная версия которой была выпущена годом ранее. В записи трека принимали участие норвежская певица Джули Берган и южнокорейский поп-исполнитель Сынни. 27 июля 2018 года Алан выпустил новый сингл под названием «Darkside», при участии норвежской певицы Томин Харкет и испанской исполнительницы Au/Ra. 28 сентября 2018 года Алан выпустил новый сингл совместно с Софией Сомаджо под названием «Diamond Heart». 30 ноября Алан Уокер анонсировал сингл «Different World» из своего предстоящего дебютного студийного альбома с таким же названием, который выйдет 14 декабря.
14 декабря 2018 года состоялся релиз дебютного альбома Алана Different World, в который вошли самые нашумевшие хиты «Faded», «Sing Me to Sleep» и «Alone», а также ранее вышедшие синглы и абсолютно новые песни.
22 августа 2018 года Алан Уокер начал сотрудничать с Cheetah Mobile для выпуска уровня в Rolling Sky с его песнями «Faded», «Alone», и «Ignite», но потом уровни были удалены.
11 июня 2021 года Алан Уокер и казахстанский диджей Imanbek выпустили совместный сингл и видеоклип «Sweet Dreams».
26 ноября 2021 года вышел второй студийный альбом Алана World of Walker, состоящий из 15 треков, в основном написанных в жанре Электронной танцевальной и Электропоп музыки.
В 2022 Уокер анонсировал свой новый тур Walkerverse и одноимённый альбом, выпущенный в 2 частях. Первая часть — «Walkerverse, Pt. I», состоящая из ремикса на песню «Adventure time», двух новых композиций: «Somebody Like U» совместно с Au/Ra и «Blue» совместно с Ina Wroldsen, а также перевыпуска песен «The Drum» и «Hello World» совместно с Torine, была выпущена 17 июня 2022 года.
Вторая часть — «Walkerverse, Pt. 2», состоящая из четырех новых треков: «Shut Up» совместно с UPSAHL, «Lovesick» с Sophie Simmons, «Catch Me If You Can» с Sorana, и «Ritual» была выпущена 18 ноября 2022 года. 25 ноября обе части альбома были объединены и перевыпущены с названием «Walkerverse Pt. I & II».
В 2023 году на лейбле NoCopyrightSounds он выпустил сингл «Dreamer».

## Дискография
- Different World (2018)
- World Of Walker (2021)
- Walkerverse, Pt. I & II (2022)
- Walkerworld (2023)
- Walkerworld 2.0 (2025)

## Концертные туры
Как основной исполнитель
- Walker Tour (2016—2018)
- World of Walker Tour (2018)
- Different World Tour (2018—2019)[64]
- Aviation Tour (2019)
- Walkerverse — The Tour (2022—2023)

Как поддерживающий исполнитель
- Рианна — Anti World Tour (2016)[65]
- Джастин Бибер — Purpose World Tour (2017)[66]
- Мартин Гаррикс — Thursdays At Ushuaïa[67]